# Geospiza
Geospiza es un género de aves paseriformes perteneciente a la familia Thraupidae, anteriormente incluido en Emberizidae, que incluye a varias especies de pinzones de Darwin endémicos de las islas Galápagos, en Ecuador.

## Etimología
El nombre genérico femenino Geospiza es una combinación de las palabras del griego «geō», que significa ‘suelo’, y «σπιζα spiza» que es el nombre común del pinzón vulgar, vocablo comúnmente utilizado en ornitología cuando se crea un nombre de un ave que es parecida a un pinzón.

## Características

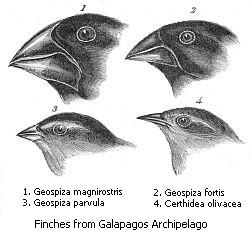
Ilustración en Gould Journal of researches into the natural history and geology of the countries visited during the voyage of H.M.S. Beagle round the world, 1845.

Los pinzones de Darwin de este género son pequeños tráupidos que miden entre 10 y 16 cm de longitud, los machos de color predominante gris pizarra oscuro, casi negro y las hembras por arriba pardo oscuro con estriado gris a beige arena, dando una apariencia escamada, por abajo beige a gris más claro con estriado pardo o gris más oscuro. Los picos totalmente variables, yendo del robusto, pesado y desproporcional de G. magnirostris al pequeño y puntiagudo de G. difficilis adaptados a las condiciones de alimentación disponibles. El estudio de la variabilidad de los picos de estas especies y de otros pinzones de Darwin motivaron a Charles Darwin en su famoso libro El origen de las especies .

## Taxonomía
Tradicionalmente colocado en la familia Emberizidae, este género fue transferido para Thraupidae con base en diversos estudios genéticos, citando Sato et al. (2001) y Burns et al. (2002). La Propuesta N° 512 al South American Classification Committee (SACC) de noviembre de 2011, aprobó la transferencia de diversos géneros (entre los cuales Geospiza) de Emberizidae para Thraupidae.
Diversos estudios genéticos, entre los cuales Burns et al. (2002, 2003)  suministraron un fuerte soporte para un grupo monofilético formado por Coereba, Tiaris, los pinzones de Darwin (Certhidea, Platyspiza, Camarhynchus y Geospiza, e incluyendo Pinaroloxias), así como también los géneros caribeños Euneornis, Loxigilla, Loxipasser, Melanospiza y Melopyrrha. Los estudios de Barker et al. (2013) y Burns et al. (2014) confirmaron fuertemente la monofilia de este clado y propusieron el nombre de una subfamilia Coerebinae, para designarlo.
Un estudio filogenético de los pinzones de Darwin de Lamichhaney et al. (2015) que analizó 120 individuos representando todas las especies y dos parientes próximos reveló discrepancias con la taxonomía actual basada en fenotipos. El estudio descubrió evidencias de amplio flujo genético entre las varias poblaciones de pinzones de Darwin y que la diversidad genética es mayor de lo que se esperaba para pequeñas poblaciones insulares. Una de las conclusiones fue que los taxones tratados como subespecies G. difficilis acutirostris, G. difficilis septentrionalis y G. conirostris propinqua, deberían ser considerados como especies separadas. El Comité de Clasificación de Sudamérica (SACC) en la Propuesta N° 676 aprobó dicha separación.

## Lista de especies
Según las clasificaciones del Congreso Ornitológico Internacional (IOC) y Clements Checklist v.2019, el género agrupa a las siguientes especies con el respectivo nombre popular de acuerdo con la Sociedad Española de Ornitología (SEO), u otro cuando referenciado.
| Imagen | Nombre científico        | Autor                      | Nombre común                            | Estado de conservación | Distribución |
| ------ | ------------------------ | -------------------------- | --------------------------------------- | ---------------------- | ------------ |
|        | Geospiza fuliginosa      | Gould, 1837                | pinzón de Darwin fuliginoso             | LC                     |              |
|        | Geospiza magnirostris    | Gould, 1837                | pinzón de Darwin picogordo              | LC                     |              |
|        | Geospiza septentrionalis | Rothschild & Hartert, 1899 | pinzón de Darwin chupasangre            | VU                     |              |
|        | Geospiza acutirostris    | Ridgway, 1894              | pinzón de Darwin picofino de Genovesa   | VU                     |              |
|        | Geospiza difficilis      | Sharpe, 1888}              | pinzón de Darwin picofino               | LC                     |              |
|        | Geospiza scandens        | (Gould, 1837)              | pinzón de Darwin de los cactos          | LC                     |              |
|        | Geospiza fortis          | Gould, 1837                | pinzón de Darwin picomediano            | LC                     |              |
|        | Geospiza conirostris     | Ridgway, 1890              | pinzón de Darwin conirrostro            | VU                     |              |
|        | Geospiza propinqua       | Ridgway, 1894              | pinzón de Darwin de Genovesa picogrueso | VU                     |              |